# تومي غريني
تومي غريني (بالإنجليزية: Tommy Greene)‏ هو لاعب كرة قاعدة أمريكي، ولد في 6 أبريل 1967 في لومبيرتون في الولايات المتحدة.

## وصلات خارجية
- تومي غريني على موقع دوري كرة القاعدة الرئيسي (الإنجليزية)
- تومي غريني على موقعبيزبول رفرنس.كوم (الدوري الرئيسي) (الإنجليزية)
- تومي غريني على موقعبيزبول رفرنس.كوم (الدوري الثانوي) (الإنجليزية)
- تومي غريني على موقع إي إس بي إن.كوم (أم.أل.بي) (الإنجليزية)
- تومي غريني على موقع مشجعي الرسوم البيانية (الإنجليزية)